# グレンビュー (イリノイ州)
グレンビュー（Glenview）は、アメリカ合衆国イリノイ州のクック郡にある村。人口は4万8705人（2020年）。シカゴの北25キロメートルに位置している。富裕層の住民が多い。

## 交通
グレンビュー駅は、メトラの通勤列車とアムトラックの長距離列車が停車する利便性が高い駅である。シカゴのターミナル駅はユニオン駅である。

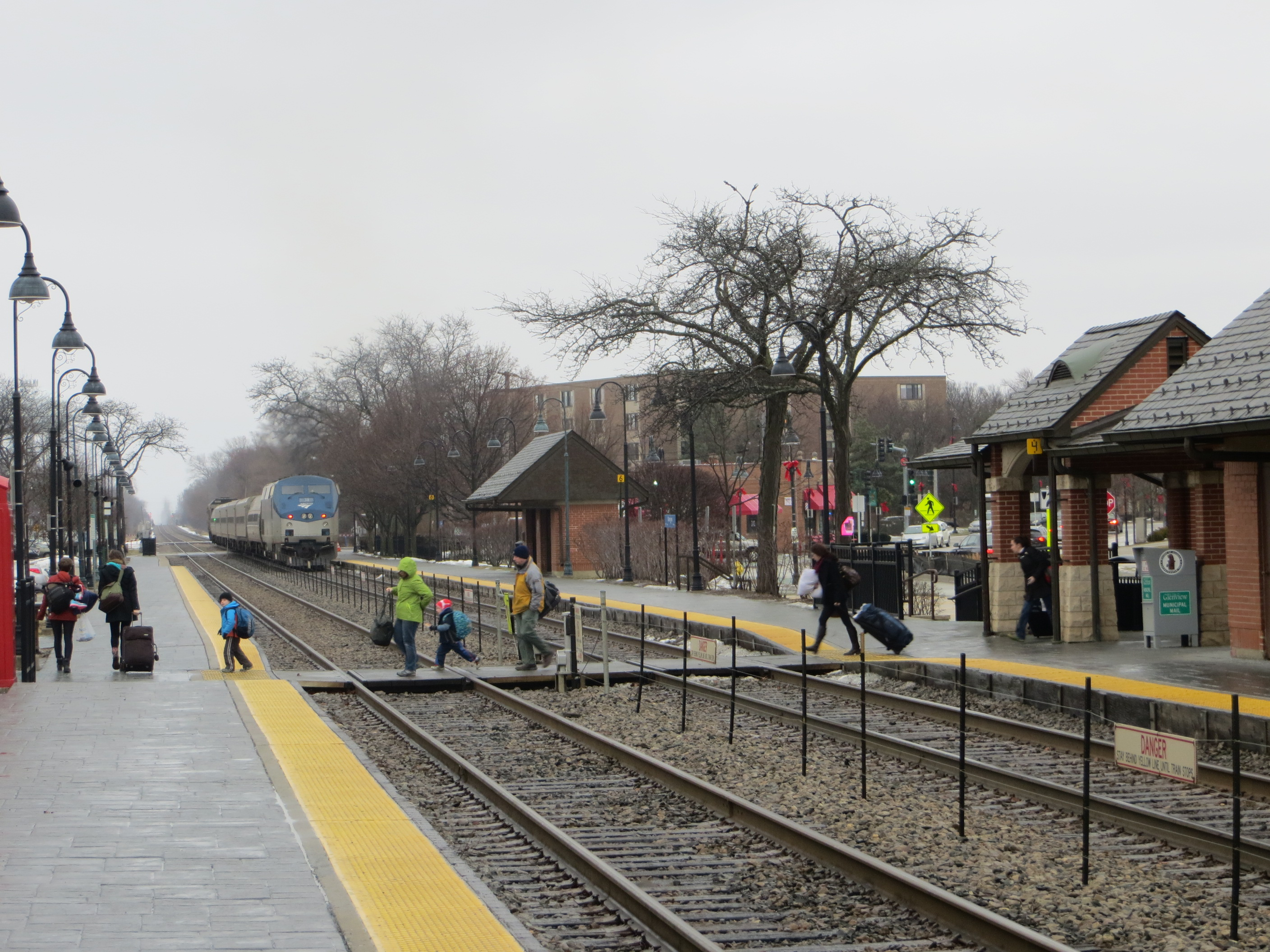
グレンビュー駅